# Primera B 2024 (Colombia)
La Temporada 2024 de la Primera B (conocida como Torneo BetPlay Dimayor 2024 por motivos de patrocinio), fue la trigésimo quinta (35.a) edición del torneo de la Categoría Primera B, segunda división del fútbol profesional colombiano organizado por la División Mayor del Fútbol Colombiano.
La competición inició el 2 de febrero y terminó el 14 de diciembre de 2024. Unión Magdalena fue el campeón, derrotando a Llaneros en la gran final para obtener su segundo título en la categoría y el ascenso a primera división para el año 2025. Llaneros fue el otro equipo ascendido, al finalizar como subcampeón y también ser el mejor equipo de la reclasificación de la temporada.

## Sistema de juego
Según lo acordado en la asamblea de la División Mayor del Fútbol Colombiano del 12 de diciembre de 2023, se mantuvo el sistema de juego usado en la temporada anterior, con dos torneos en el año (Apertura y Finalización), cada uno de ellos dividido en tres fases: una fase de todos contra todos de 16 fechas (con una jornada de clásicos), una fase de cuadrangulares semifinales que definieron los dos mejores equipos de cada torneo y la final donde los ganadores de la fase anterior jugaron dos partidos para obtener el título de cada torneo.
Los dos ganadores de cada torneo jugaron la gran final del año en partidos de ida y vuelta que decidieron al primer ascendido a la Categoría Primera A para 2025. El perdedor de ese duelo se enfrentaría al mejor de la reclasificación del año de la Primera B (que no fuera el campeón) en partidos de ida y vuelta que definirían al segundo ascendido a la primera división para 2025.
En caso de que un club ganara ambos torneos, este ascendería de manera directa a la Primera A y el segundo ascenso lo disputarían los siguientes dos clubes que estuvieran mejor ubicados en la reclasificación en una serie de repechaje con partidos de ida y vuelta, mientras que si el perdedor de la gran final fuera también el mejor equipo en la reclasificación del año, este equipo también ascendería y no se jugaría el repechaje por el segundo ascenso.
|                                  |                                  | Formato | Clasificación del campeón |
| -------------------------------- | -------------------------------- | --- | ------------------------- |
| Torneo Apertura (16 equipos)     | Torneo Apertura (16 equipos)     | - Sistema de liga donde se juegan los 16 partidos de ida (los partidos de vuelta se juegan en el Torneo Finalización) - Los 8 equipos mejor posicionados avanzan a los cuadrangulares semifinales | - Gran Final              |
| Torneo Finalización (16 equipos) | Torneo Finalización (16 equipos) | - Sistema de liga donde se juegan los 16 partidos de vuelta (los partidos de ida se juegan en el Torneo Apertura) - Los 8 equipos mejor posicionados avanzan a los cuadrangulares semifinales     | - Gran Final              |
| Gran Final (2 equipos)           | Gran Final (2 equipos)           | - El campeón del Torneo Apertura y el campeón del Torneo Finalización juegan una final de ida y vuelta                                                                                            | - Categoría Primera A     |
| Repechaje (2 equipos)            | Repechaje (2 equipos)            | - Partidos de ida y vuelta entre el perdedor de la gran final y el mejor de la reclasificación del año (que no sea el campeón).                                                                   | - Categoría Primera A     |

## Datos de los clubes

### Relevo anual de clubes
| Ascendidos a la Primera A                                                                                          |
| --- |
| Patriotas (Campeón de la Primera B 2023)                                                                           |
| Fortaleza CEIF (Subcampeón de la Primera B 2023 y 1.er puesto de la tabla de reclasificación de la Primera B 2023) |

| Descendidos a la Primera B                                        |
| ----------------------------------------------------------------- |
| Atlético Huila (Peor promedio acumulado en la Primera A)          |
| Unión Magdalena (Segundo peor promedio acumulado en la Primera A) |

### Equipos participantes
- En la asamblea extraordinaria de la Dimayor celebrada el día 12 de diciembre de 2023, el club Cortuluá recibió la autorización para cambiar de sede para sus partidos en esta temporada, trasladándose al municipio de Palmira (Valle del Cauca).[4] El 10 de enero de 2024 se anunció oficialmente el cambio de nombre del club a Internacional Fútbol Club de Palmira.[5]
- Real Soacha Cundinamarca solicitó cambio de sede en la asamblea extraordinaria de Dimayor[6][7]realizada el 24 de enero de 2024, con lo cual el club fue renombrado como Real Cundinamarca y trasladó temporalmente su sede a Bogotá, jugando sus partidos de local en el Parque Estadio Olaya Herrera mientras se oficializa la sede final del equipo que será en el municipio de Mosquera,[8] aunque seguirán representando al departamento de Cundinamarca.[9]
- Debido a arreglos en el Estadio Bello Horizonte - Rey Pelé, Llaneros jugó sus primeros tres partidos de local en el Estadio Santiago de las Atalayas de Yopal.[10]

| Equipo               | Entrenador                 | Ciudad/Municipio    | Estadio                                             | Aforo         |
| -------------------- | -------------------------- | ------------------- | --------------------------------------------------- | ------------- |
| Atlético F. C.       | Clodoaldo                  | Cali                | Olímpico Pascual Guerrero                           | 35 405        |
| Atlético Huila       | Diego Corredor             | Neiva               | Guillermo Plazas Alcid                              | 12 000        |
| Barranquilla F. C.   | Nelson Flórez              | Barranquilla        | Municipal Romelio Martínez                          | 8600          |
| Boca Juniors de Cali | José Manuel Rodríguez      | Cali                | Olímpico Pascual Guerrero                           | 35 405        |
| Bogotá F. C.         | Néstor Rodríguez           | Bogotá              | Metropolitano de Techo                              | 10 000        |
| Cúcuta Deportivo     | Bernardo Redín             | Cúcuta              | General Santander                                   | 42 000        |
| Deportes Quindío     | Carlos Eduardo Ramírez (E) | Armenia             | Centenario de Armenia                               | 20 716        |
| Internacional F. C.  | Héctor Cárdenas            | Palmira             | Francisco Rivera Escobar                            | 15 300        |
| Itagüí Leones        | Giovanny Ruiz              | Itagüí              | Metropolitano Ciudad de Itagüí                      | 12 000        |
| Llaneros             | Pedro Depablos             | Villavicencio Yopal | Bello Horizonte - Rey Pelé Santiago de las Atalayas | 15 000 10 000 |
| Orsomarso S. C.      | Steven Sánchez             | Palmira             | Francisco Rivera Escobar                            | 15 300        |
| Real Cartagena       | Sebastián Viera            | Cartagena           | Olímpico Jaime Morón León                           | 16 068        |
| Real Cundinamarca    | Juan David Niño            | Bogotá              | Parque Estadio Olaya Herrera                        | 2500          |
| Real Santander       | Óscar Álvarez              | Piedecuesta         | Villa Concha                                        | 5500          |
| Tigres F. C.         | Jorge Castro               | Bogotá              | Metropolitano de Techo                              | 10 000        |
| Unión Magdalena      | Jorge Luis Pinto           | Santa Marta         | Sierra Nevada                                       | 16 000        |

#### Cambio de entrenadores
| Equipo              | Entrenador saliente     | Fecha de salida          | Reemplazado por            | Fecha de llegada         |
| Pretemporada        | Pretemporada            | Pretemporada             | Pretemporada               | Pretemporada             |
| ------------------- | ----------------------- | ------------------------ | -------------------------- | ------------------------ |
| Deportes Quindío    | Óscar Héctor Quintabani | 17 de octubre de 2023    | Rubén Darío Hernández      | 21 de noviembre de 2023  |
| Llaneros            | Wilmer Sandoval (E)     | 12 de noviembre de 2023  | Martín Cardetti            | 13 de noviembre de 2023  |
| Real Cartagena      | Oscar Passo (E)         | 12 de noviembre de 2023  | Alberto Suárez             | 16 de diciembre de 2023  |
| Atlético F. C.      | Giovanni Hernández      | 23 de noviembre de 2023  | Clodoaldo                  | 28 de noviembre de 2023  |
| Unión Magdalena     | Harold Rivera           | 5 de diciembre de 2023   | Álvaro Hernández           | 18 de diciembre de 2023  |
| Bogotá F. C.        | Hugo Mejía              | 31 de diciembre de 2023  | Néstor Rodríguez           | 24 de enero de 2024      |
| Real Santander      | José Luis García        | 2 de enero de 2024       | Óscar Álvarez              | 4 de enero de 2024       |
| Temporada           |                         |                          |                            |                          |
| Internacional F. C. | Jorge Edier Peralta     | 27 de febrero de 2024    | Carlos Hernández           | 28 de febrero de 2024    |
| Cúcuta Deportivo    | Federico Barrionuevo    | 16 de abril de 2024      | Braynner García            | 16 de abril de 2024      |
| Real Cundinamarca   | Julián Barragán         | 21 de mayo de 2024       | Juan David Niño            | 30 de mayo de 2024       |
| Unión Magdalena     | Álvaro Hernández        | 17 de junio de 2024      | Jorge Luis Pinto           | 18 de junio de 2024      |
| Cúcuta Deportivo    | Braynner García         | 23 de junio de 2024      | Álvaro Hernández           | 23 de junio de 2024      |
| Internacional F. C. | Carlos Hernández        | 12 de agosto de 2024     | Héctor Cárdenas            | 14 de agosto de 2024     |
| Real Cartagena      | Alberto Suárez          | 19 de agosto de 2024     | Oscar Passo (E)            | 19 de agosto de 2024     |
| Real Cartagena      | Oscar Passo (E)         | 21 de agosto de 2024     | Sebastián Viera            | 22 de agosto de 2024     |
| Llaneros            | Martín Cardetti         | 1 de septiembre de 2024  | Pedro Depablos             | 3 de septiembre de 2024  |
| Cúcuta Deportivo    | Álvaro Hernández        | 11 de septiembre de 2024 | Bernardo Redín             | 13 de septiembre de 2024 |
| Deportes Quindío    | Rubén Darío Hernández   | 22 de septiembre de 2024 | Carlos Eduardo Ramírez (E) | 24 de septiembre de 2024 |

### Localización
| Valle del Cauca    | 4 | Atlético F. C., Boca Juniors de Cali, Internacional F. C. de Palmira y Orsomarso | Unión Magdalena Real Santander Barranquilla F. C. Real Cartagena Leones Bogotá Quindío Llaneros Palmira Cali Huila Cúcuta Equipos de Bogotá: · Bogotá F. C. · Real Cundinamarca · Tigres F. C. Equipos de Cali: · Atlético F. C. · Boca Juniors Equipos de Palmira: · Internacional · Orsomarso |
| Bogotá, D. C.      | 3 | Bogotá F. C., Real Cundinamarca y Tigres F. C.                                   | Unión Magdalena Real Santander Barranquilla F. C. Real Cartagena Leones Bogotá Quindío Llaneros Palmira Cali Huila Cúcuta Equipos de Bogotá: · Bogotá F. C. · Real Cundinamarca · Tigres F. C. Equipos de Cali: · Atlético F. C. · Boca Juniors Equipos de Palmira: · Internacional · Orsomarso |
| Antioquia          | 1 | Leones                                                                           | Unión Magdalena Real Santander Barranquilla F. C. Real Cartagena Leones Bogotá Quindío Llaneros Palmira Cali Huila Cúcuta Equipos de Bogotá: · Bogotá F. C. · Real Cundinamarca · Tigres F. C. Equipos de Cali: · Atlético F. C. · Boca Juniors Equipos de Palmira: · Internacional · Orsomarso |
| Atlántico          | 1 | Barranquilla F. C.                                                               | Unión Magdalena Real Santander Barranquilla F. C. Real Cartagena Leones Bogotá Quindío Llaneros Palmira Cali Huila Cúcuta Equipos de Bogotá: · Bogotá F. C. · Real Cundinamarca · Tigres F. C. Equipos de Cali: · Atlético F. C. · Boca Juniors Equipos de Palmira: · Internacional · Orsomarso |
| Bolívar            | 1 | Real Cartagena                                                                   | Unión Magdalena Real Santander Barranquilla F. C. Real Cartagena Leones Bogotá Quindío Llaneros Palmira Cali Huila Cúcuta Equipos de Bogotá: · Bogotá F. C. · Real Cundinamarca · Tigres F. C. Equipos de Cali: · Atlético F. C. · Boca Juniors Equipos de Palmira: · Internacional · Orsomarso |
| Huila              | 1 | Atlético Huila                                                                   | Unión Magdalena Real Santander Barranquilla F. C. Real Cartagena Leones Bogotá Quindío Llaneros Palmira Cali Huila Cúcuta Equipos de Bogotá: · Bogotá F. C. · Real Cundinamarca · Tigres F. C. Equipos de Cali: · Atlético F. C. · Boca Juniors Equipos de Palmira: · Internacional · Orsomarso |
| Magdalena          | 1 | Unión Magdalena                                                                  | Unión Magdalena Real Santander Barranquilla F. C. Real Cartagena Leones Bogotá Quindío Llaneros Palmira Cali Huila Cúcuta Equipos de Bogotá: · Bogotá F. C. · Real Cundinamarca · Tigres F. C. Equipos de Cali: · Atlético F. C. · Boca Juniors Equipos de Palmira: · Internacional · Orsomarso |
| Meta               | 1 | Llaneros                                                                         | Unión Magdalena Real Santander Barranquilla F. C. Real Cartagena Leones Bogotá Quindío Llaneros Palmira Cali Huila Cúcuta Equipos de Bogotá: · Bogotá F. C. · Real Cundinamarca · Tigres F. C. Equipos de Cali: · Atlético F. C. · Boca Juniors Equipos de Palmira: · Internacional · Orsomarso |
| Norte de Santander | 1 | Cúcuta Deportivo                                                                 | Unión Magdalena Real Santander Barranquilla F. C. Real Cartagena Leones Bogotá Quindío Llaneros Palmira Cali Huila Cúcuta Equipos de Bogotá: · Bogotá F. C. · Real Cundinamarca · Tigres F. C. Equipos de Cali: · Atlético F. C. · Boca Juniors Equipos de Palmira: · Internacional · Orsomarso |
| Quindío            | 1 | Deportes Quindío                                                                 | Unión Magdalena Real Santander Barranquilla F. C. Real Cartagena Leones Bogotá Quindío Llaneros Palmira Cali Huila Cúcuta Equipos de Bogotá: · Bogotá F. C. · Real Cundinamarca · Tigres F. C. Equipos de Cali: · Atlético F. C. · Boca Juniors Equipos de Palmira: · Internacional · Orsomarso |
| Santander          | 1 | Real Santander                                                                   | Unión Magdalena Real Santander Barranquilla F. C. Real Cartagena Leones Bogotá Quindío Llaneros Palmira Cali Huila Cúcuta Equipos de Bogotá: · Bogotá F. C. · Real Cundinamarca · Tigres F. C. Equipos de Cali: · Atlético F. C. · Boca Juniors Equipos de Palmira: · Internacional · Orsomarso |

## Torneo Apertura

### Todos contra todos

#### Clasificación
| Pos. | Equipo               | Pts. | PJ | G  | E | P  | GF | GC | Dif. | Clasificación a             |
| ---- | -------------------- | ---- | -- | -- | - | -- | -- | -- | ---- | --------------------------- |
| 1    | Atlético Huila       | 39   | 16 | 13 | 0 | 3  | 25 | 9  | +16  | Cuadrangulares semifinales. |
| 2    | Cúcuta Deportivo     | 32   | 16 | 9  | 5 | 2  | 25 | 14 | +11  | Cuadrangulares semifinales. |
| 3    | Llaneros             | 29   | 16 | 8  | 5 | 3  | 28 | 15 | +13  | Cuadrangulares semifinales. |
| 4    | Tigres F. C.         | 27   | 16 | 7  | 6 | 3  | 22 | 12 | +10  | Cuadrangulares semifinales. |
| 5    | Unión Magdalena      | 27   | 16 | 7  | 6 | 3  | 25 | 17 | +8   | Cuadrangulares semifinales. |
| 6    | Real Cartagena       | 26   | 16 | 7  | 5 | 4  | 22 | 15 | +7   | Cuadrangulares semifinales. |
| 7    | Orsomarso            | 25   | 16 | 7  | 4 | 5  | 23 | 18 | +5   | Cuadrangulares semifinales. |
| 8    | Deportes Quindío     | 22   | 16 | 5  | 7 | 4  | 20 | 18 | +2   | Cuadrangulares semifinales. |
| 9    | Internacional F. C.  | 22   | 16 | 6  | 4 | 6  | 20 | 18 | +2   |                             |
| 10   | Boca Juniors de Cali | 22   | 16 | 7  | 1 | 8  | 17 | 17 | 0    |                             |
| 11   | Real Cundinamarca    | 19   | 16 | 5  | 4 | 7  | 28 | 28 | 0    |                             |
| 12   | Barranquilla F. C.   | 18   | 16 | 4  | 6 | 6  | 19 | 18 | +1   |                             |
| 13   | Itagüí Leones        | 14   | 16 | 2  | 8 | 6  | 21 | 28 | −7   |                             |
| 14   | Bogotá F. C.         | 14   | 16 | 3  | 5 | 8  | 14 | 32 | −18  |                             |
| 15   | Real Santander       | 8    | 16 | 2  | 2 | 12 | 14 | 35 | −21  |                             |
| 16   | Atlético F. C.       | 5    | 16 | 1  | 2 | 13 | 5  | 34 | −29  |                             |

 Fuente: Dimayor
Notas:
1. 1 2  Goles en contra como visitante: Deportes Quindío 10, Internacional 11.

##### Evolución de la clasificación
| Atlético Huila       | 12 | 1  | 1  | 1  | 2  | 1  | 1  | 1  | 1  | 1  | 1  | 1  | 1  | 1  | 1  | 1  |
| Cúcuta Deportivo     | 5  | 2  | 3  | 2  | 1  | 2  | 3  | 2  | 2  | 2  | 2  | 3  | 2  | 2  | 3  | 2  |
| Llaneros             | 2  | 5  | 7  | 3  | 3  | 3  | 2  | 3  | 4  | 4  | 3  | 2  | 3  | 3  | 2  | 3  |
| Tigres F. C.         | 6  | 10 | 4  | 9  | 4  | 5  | 5  | 5  | 5  | 6  | 7  | 5  | 5  | 6  | 6  | 4  |
| Unión Magdalena      | 1  | 4  | 2  | 5  | 6  | 6  | 7  | 9  | 10 | 10 | 6  | 6  | 6  | 5  | 5  | 5  |
| Real Cartagena       | 3  | 8  | 8  | 4  | 5  | 4  | 4  | 8  | 7  | 5  | 4  | 4  | 4  | 4  | 4  | 6  |
| Orsomarso            | 9  | 7  | 10 | 7  | 9  | 9  | 6  | 4  | 3  | 3  | 5  | 7  | 8  | 8  | 7  | 7  |
| Deportes Quindío     | 4  | 13 | 11 | 6  | 7  | 7  | 8  | 6  | 8  | 8  | 9  | 8  | 7  | 7  | 8  | 8  |
| Internacional        | 16 | 16 | 12 | 12 | 13 | 11 | 11 | 11 | 11 | 11 | 11 | 11 | 13 | 11 | 11 | 9  |
| Boca Juniors de Cali | 15 | 14 | 16 | 16 | 14 | 14 | 14 | 14 | 14 | 15 | 13 | 13 | 11 | 9  | 9  | 10 |
| Real Cundinamarca    | 8  | 3  | 6  | 11 | 8  | 10 | 9  | 7  | 6  | 7  | 10 | 9  | 9  | 10 | 10 | 11 |
| Barranquilla F. C.   | 7  | 11 | 13 | 10 | 12 | 8  | 10 | 10 | 9  | 9  | 8  | 10 | 10 | 12 | 12 | 12 |
| Leones               | 10 | 6  | 5  | 8  | 11 | 13 | 13 | 13 | 12 | 12 | 12 | 12 | 12 | 13 | 14 | 13 |
| Bogotá F. C.         | 14 | 9  | 9  | 13 | 10 | 12 | 12 | 12 | 13 | 14 | 15 | 14 | 14 | 14 | 13 | 14 |
| Real Santander       | 11 | 12 | 15 | 15 | 16 | 16 | 16 | 15 | 15 | 13 | 14 | 15 | 15 | 15 | 15 | 15 |
| Atlético F. C.       | 13 | 15 | 14 | 14 | 15 | 15 | 15 | 16 | 16 | 16 | 16 | 16 | 16 | 16 | 16 | 16 |

#### Resultados
- La hora de cada encuentro corresponde al huso horario que rige a Colombia (UTC-5).

Nota: Los horarios y partidos de televisión se definen la semana previa a cada jornada. Los canales Win Sports y Win Sports+ son los medios de difusión por televisión autorizados por la Dimayor para la transmisión por cable de tres partidos por fecha. Los partidos restantes son transmitidos por medio del canal de YouTube de la Dimayor.
| Bogotá F. C.       | 0 : 2        | Unión Magdalena      | Metropolitano de Techo    | 2 de febrero | 16:00 | Win Sports+              |
| Deportes Quindío   | 0 : 3 (W.O.) | Atlético Huila       | Centenario de Armenia     | 2 de febrero | 20:20 | Win Sports+ y Win Sports |
| Real Santander     | 0 : 0        | Leones               | Villa Concha              | 3 de febrero | 15:30 | YouTube Win Sports       |
| Barranquilla F. C. | 2 : 2        | Tigres               | Romelio Martínez          | 3 de febrero | 15:30 | YouTube Win Sports       |
| Llaneros           | 2 : 0        | Boca Juniors de Cali | Santiago de las Atalayas  | 3 de febrero | 15:30 | YouTube Win Sports       |
| Real Cartagena     | 2 : 0        | Internacional        | Olímpico Jaime Morón León | 3 de febrero | 15:45 | Win Sports+              |
| Atlético           | 0 : 1        | Cúcuta Deportivo     | Olímpico Pascual Guerrero | 4 de febrero | 15:30 | YouTube Win Sports       |
| Orsomarso          | 1 : 1        | Real Cundinamarca    | Francisco Rivera Escobar  | 4 de febrero | 15:30 | YouTube Win Sports       |

| Tigres               | 0 : 0 | Deportes Quindío   | Metropolitano de Techo         | 9 de febrero  | 15:30 | YouTube Win Sports       |
| Cúcuta Deportivo     | 2 : 1 | Barranquilla F. C. | General Santander              | 9 de febrero  | 16:00 | Win Sports+              |
| Boca Juniors de Cali | 1 : 2 | Bogotá F. C.       | Olímpico Pascual Guerrero      | 10 de febrero | 15:30 | YouTube Win Sports       |
| Real Cundinamarca    | 4 : 2 | Real Santander     | Parque Estadio Olaya Herrera   | 10 de febrero | 15:30 | YouTube Win Sports       |
| Internacional        | 0 : 1 | Orsomarso          | Francisco Rivera Escobar       | 11 de febrero | 15:30 | YouTube Win Sports       |
| Leones               | 2 : 0 | Atlético           | Metropolitano Ciudad de Itagüí | 12 de febrero | 16:00 | Win Sports+ y Win Sports |
| Unión Magdalena      | 1 : 1 | Llaneros           | Sierra Nevada                  | 12 de febrero | 18:00 | YouTube Win Sports       |
| Atlético Huila       | 2 : 0 | Real Cartagena     | Guillermo Plazas Alcid         | 12 de febrero | 18:05 | Win Sports+              |

| Real Santander       | 0 : 3 | Tigres            | Villa Concha                   | 15 de febrero | 15:30 | Win Sports+ y Win Sports |
| Bogotá F. C.         | 2 : 2 | Atlético          | Metropolitano de Techo         | 16 de febrero | 15:00 | YouTube Win Sports       |
| Orsomarso            | 1 : 3 | Unión Magdalena   | Francisco Rivera Escobar       | 16 de febrero | 15:30 | Win Sports+              |
| Barranquilla F. C.   | 2 : 2 | Leones            | Metropolitano Roberto Meléndez | 16 de febrero | 15:30 | YouTube Win Sports       |
| Llaneros             | 1 : 2 | Internacional     | Santiago de las Atalayas       | 17 de febrero | 15:00 | YouTube Win Sports       |
| Boca Juniors de Cali | 0 : 2 | Atlético Huila    | Olímpico Pascual Guerrero      | 17 de febrero | 15:30 | YouTube Win Sports       |
| Deportes Quindío     | 3 : 2 | Real Cundinamarca | Centenario de Armenia          | 17 de febrero | 15:30 | YouTube Win Sports       |
| Real Cartagena       | 1 : 1 | Cúcuta Deportivo  | Olímpico Jaime Morón León      | 17 de febrero | 16:00 | Win Sports+              |

| Tigres           | 0 : 1 | Orsomarso            | Metropolitano de Techo    | 20 de febrero | 15:30 | YouTube Win Sports       |
| Cúcuta Deportivo | 1 : 0 | Boca Juniors de Cali | General Santander         | 20 de febrero | 17:00 | Win Sports+              |
| Unión Magdalena  | 1 : 3 | Barranquilla F. C.   | Sierra Nevada             | 20 de febrero | 18:00 | YouTube Win Sports       |
| Atlético Huila   | 1 : 0 | Real Cundinamarca    | Guillermo Plazas Alcid    | 20 de febrero | 19:40 | Win Sports+ y Win Sports |
| Internacional    | 2 : 2 | Leones               | Francisco Rivera Escobar  | 21 de febrero | 16:00 | Win Sports+              |
| Deportes Quindío | 4 : 0 | Real Santander       | Centenario de Armenia     | 22 de febrero | 18:00 | YouTube Win Sports       |
| Atlético         | 0 : 3 | Llaneros             | Olímpico Pascual Guerrero | 23 de febrero | 15:30 | YouTube Win Sports       |
| Real Cartagena   | 3 : 0 | Bogotá F. C.         | Olímpico Jaime Morón León | 23 de febrero | 15:30 | YouTube Win Sports       |

| Orsomarso            | 0 : 1 | Cúcuta Deportivo   | Francisco Rivera Escobar       | 24 de febrero | 15:30 | Win Sports+              |
| Real Cundinamarca    | 2 : 1 | Internacional      | Parque Estadio Olaya Herrera   | 26 de febrero | 15:00 | YouTube Win Sports       |
| Leones               | 2 : 3 | Tigres             | Metropolitano Ciudad de Itagüí | 26 de febrero | 15:30 | YouTube Win Sports       |
| Boca Juniors de Cali | 1 : 0 | Barranquilla F. C. | Olímpico Pascual Guerrero      | 26 de febrero | 16:00 | Win Sports+ y Win Sports |
| Bogotá F. C.         | 2 : 1 | Atlético Huila     | Metropolitano de Techo         | 27 de febrero | 15:00 | YouTube Win Sports       |
| Real Santander       | 1 : 1 | Atlético           | Villa Concha                   | 27 de febrero | 15:30 | YouTube Win Sports       |
| Unión Magdalena      | 2 : 2 | Deportes Quindío   | Sierra Nevada                  | 27 de febrero | 18:10 | Win Sports+              |
| Llaneros             | 0 : 0 | Real Cartagena     | Bello Horizonte - Rey Pelé     | 28 de febrero | 18:30 | YouTube Win Sports       |

| Tigres             | 1 : 0 | Real Cundinamarca    | Metropolitano de Techo         | 2 de marzo | 15:00 | YouTube Win Sports       |
| Internacional      | 3 : 0 | Bogotá F. C.         | Francisco Rivera Escobar       | 2 de marzo | 15:30 | YouTube Win Sports       |
| Deportes Quindío   | 1 : 1 | Orsomarso            | Centenario de Armenia          | 2 de marzo | 18:00 | YouTube Win Sports       |
| Atlético           | 0 : 3 | Atlético Huila       | Olímpico Pascual Guerrero      | 3 de marzo | 15:30 | YouTube Win Sports       |
| Real Cartagena     | 2 : 0 | Boca Juniors de Cali | Olímpico Jaime Morón León      | 3 de marzo | 15:30 | YouTube Win Sports       |
| Cúcuta Deportivo   | 1 : 1 | Unión Magdalena      | General Santander              | 4 de marzo | 16:00 | Win Sports+              |
| Barranquilla F. C. | 1 : 0 | Real Santander       | Romelio Martínez               | 4 de marzo | 18:05 | Win Sports+              |
| Leones             | 0 : 3 | Llaneros             | Metropolitano Ciudad de Itagüí | 5 de marzo | 19:40 | Win Sports+ y Win Sports |

| Bogotá F. C.         | 2 : 2 | Deportes Quindío   | Metropolitano de Techo       | 10 de marzo | 15:00 | YouTube Win Sports       |
| Internacional        | 0 : 0 | Tigres             | Francisco Rivera Escobar     | 10 de marzo | 15:30 | YouTube Win Sports       |
| Boca Juniors de Cali | 1 : 0 | Leones             | Olímpico Pascual Guerrero    | 11 de marzo | 15:30 | YouTube Win Sports       |
| Orsomarso            | 4 : 2 | Real Santander     | Francisco Rivera Escobar     | 11 de marzo | 15:30 | YouTube Win Sports       |
| Llaneros             | 2 : 1 | Barranquilla F. C. | Bello Horizonte - Rey Pelé   | 11 de marzo | 15:30 | YouTube Win Sports       |
| Unión Magdalena      | 2 : 2 | Real Cartagena     | Sierra Nevada                | 11 de marzo | 18:00 | Win Sports+              |
| Real Cundinamarca    | 1 : 0 | Atlético           | Parque Estadio Olaya Herrera | 12 de marzo | 17:00 | Win Sports+ y Win Sports |
| Atlético Huila       | 2 : 1 | Cúcuta Deportivo   | Guillermo Plazas Alcid       | 12 de marzo | 19:05 | Win Sports+              |

| Barranquilla F. C. | 0 : 0 | Internacional        | Romelio Martínez               | 15 de marzo | 15:30 | YouTube Win Sports       |
| Atlético           | 0 : 2 | Orsomarso            | Olímpico Pascual Guerrero      | 16 de marzo | 15:30 | YouTube Win Sports       |
| Real Santander     | 2 : 0 | Unión Magdalena      | Villa Concha                   | 16 de marzo | 15:30 | YouTube Win Sports       |
| Cúcuta Deportivo   | 6 : 0 | Bogotá F. C.         | General Santander              | 16 de marzo | 16:00 | YouTube Win Sports       |
| Real Cundinamarca  | 1 : 0 | Boca Juniors de Cali | Parque Estadio Olaya Herrera   | 17 de marzo | 15:00 | YouTube Win Sports       |
| Tigres             | 1 : 1 | Llaneros             | Metropolitano de Techo         | 18 de marzo | 18:00 | Win Sports+              |
| Leones             | 1 : 2 | Atlético Huila       | Metropolitano Ciudad de Itagüí | 18 de marzo | 20:05 | Win Sports+ y Win Sports |
| Deportes Quindío   | 1 : 0 | Real Cartagena       | Centenario de Armenia          | 19 de marzo | 19:30 | Win Sports+              |

| Llaneros             | 3 : 3 | Real Cundinamarca  | Bello Horizonte - Rey Pelé | 24 de marzo | 15:30 | YouTube Win Sports       |
| Cúcuta Deportivo     | 2 : 1 | Real Santander     | General Santander          | 24 de marzo | 16:00 | YouTube Win Sports       |
| Unión Magdalena      | 2 : 3 | Leones             | Sierra Nevada              | 25 de marzo | 16:00 | YouTube Win Sports       |
| Orsomarso            | 4 : 2 | Internacional      | Francisco Rivera Escobar   | 25 de marzo | 18:00 | YouTube Win Sports       |
| Boca Juniors de Cali | 0 : 1 | Atlético           | Olímpico Pascual Guerrero  | 25 de marzo | 18:30 | Win Sports+ y Win Sports |
| Atlético Huila       | 1 : 0 | Deportes Quindío   | Guillermo Plazas Alcid     | 26 de marzo | 15:30 | YouTube Win Sports       |
| Real Cartagena       | 1 : 1 | Barranquilla F. C. | Olímpico Jaime Morón León  | 26 de marzo | 16:00 | Win Sports+              |
| Bogotá F. C.         | 0 : 1 | Tigres             | Metropolitano de Techo     | 26 de marzo | 20:05 | Win Sports+ y Win Sports |

| Internacional      | 2 : 1 | Boca Juniors de Cali | Francisco Rivera Escobar       | 2 de abril | 15:30 | YouTube Win Sports       |
| Llaneros           | 0 : 0 | Cúcuta Deportivo     | Bello Horizonte - Rey Pelé     | 3 de abril | 17:30 | Win Sports+              |
| Leones             | 1 : 1 | Orsomarso            | Metropolitano Ciudad de Itagüí | 3 de abril | 19:40 | Win Sports+ y Win Sports |
| Atlético           | 0 : 2 | Real Cartagena       | Olímpico Pascual Guerrero      | 4 de abril | 15:30 | YouTube Win Sports       |
| Real Cundinamarca  | 1 : 2 | Unión Magdalena      | Parque Estadio Olaya Herrera   | 4 de abril | 18:00 | Win Sports+              |
| Tigres             | 0 : 1 | Atlético Huila       | Metropolitano de Techo         | 5 de abril | 15:30 | YouTube Win Sports       |
| Barranquilla F. C. | 1 : 0 | Deportes Quindío     | Romelio Martínez               | 6 de abril | 15:30 | YouTube Win Sports       |
| Real Santander     | 3 : 0 | Bogotá F. C.         | Villa Concha                   | 6 de abril | 15:30 | YouTube Win Sports       |

| Boca Juniors de Cali | 2 : 0 | Tigres             | Olímpico Pascual Guerrero | 13 de abril | 15:30 | YouTube Win Sports       |
| Unión Magdalena      | 2 : 0 | Atlético           | Sierra Nevada             | 13 de abril | 16:00 | YouTube Win Sports       |
| Atlético Huila       | 1 : 0 | Real Santander     | Guillermo Plazas Alcid    | 14 de abril | 16:00 | YouTube Win Sports       |
| Cúcuta Deportivo     | 1 : 1 | Leones             | General Santander         | 14 de abril | 16:00 | YouTube Win Sports       |
| Real Cartagena       | 2 : 1 | Real Cundinamarca  | Olímpico Jaime Morón León | 14 de abril | 16:00 | YouTube Win Sports       |
| Orsomarso            | 2 : 2 | Barranquilla F. C. | Francisco Rivera Escobar  | 15 de abril | 15:30 | Win Sports+              |
| Bogotá F. C.         | 1 : 2 | Llaneros           | Metropolitano de Techo    | 15 de abril | 17:35 | Win Sports+              |
| Deportes Quindío     | 1 : 1 | Internacional      | Centenario de Armenia     | 15 de abril | 19:40 | Win Sports+ y Win Sports |

| Internacional     | 0 : 2 | Unión Magdalena      | Francisco Rivera Escobar       | 19 de abril | 16:00 | YouTube Win Sports       |
| Tigres            | 4 : 0 | Cúcuta Deportivo     | Metropolitano de Techo         | 19 de abril | 16:00 | Win Sports+              |
| Llaneros          | 1 : 0 | Orsomarso            | Bello Horizonte - Rey Pelé     | 19 de abril | 18:05 | Win Sports+              |
| Real Cundinamarca | 2 : 2 | Bogotá F. C.         | Parque Estadio Olaya Herrera   | 20 de abril | 14:00 | Win Sports+ y Win Sports |
| Leones            | 0 : 0 | Real Cartagena       | Metropolitano Ciudad de Itagüí | 20 de abril | 15:00 | YouTube Win Sports       |
| Atlético          | 0 : 1 | Deportes Quindío     | Olímpico Pascual Guerrero      | 20 de abril | 15:30 | YouTube Win Sports       |
| Atlético Huila    | 2 : 0 | Barranquilla F. C.   | Guillermo Plazas Alcid         | 20 de abril | 15:30 | YouTube Win Sports       |
| Real Santander    | 2 : 3 | Boca Juniors de Cali | Villa Concha                   | 21 de abril | 15:30 | YouTube Win Sports       |

| Atlético           | 1 : 3 | Tigres               | Olímpico Pascual Guerrero | 26 de abril | 15:30 | YouTube Win Sports       |
| Orsomarso          | 1 : 2 | Boca Juniors de Cali | Francisco Rivera Escobar  | 26 de abril | 16:00 | Win Sports+              |
| Barranquilla F. C. | 1 : 1 | Real Cundinamarca    | Romelio Martínez          | 26 de abril | 19:40 | Win Sports+ y Win Sports |
| Bogotá F. C.       | 2 : 2 | Leones               | Metropolitano de Techo    | 27 de abril | 15:00 | Win Sports+              |
| Cúcuta Deportivo   | 1 : 0 | Internacional        | General Santander         | 27 de abril | 15:30 | YouTube Win Sports       |
| Real Cartagena     | 3 : 1 | Real Santander       | Olímpico Jaime Morón León | 28 de abril | 15:30 | YouTube Win Sports       |
| Unión Magdalena    | 2 : 0 | Atlético Huila       | Sierra Nevada             | 28 de abril | 18:00 | YouTube Win Sports       |
| Deportes Quindío   | 1 : 0 | Llaneros             | Centenario de Armenia     | 28 de abril | 19:00 | YouTube Win Sports       |

| Internacional        | 3 : 0 | Atlético         | Francisco Rivera Escobar       | 30 de abril | 15:30 | YouTube Win Sports       |
| Tigres               | 0 : 0 | Bogotá F. C.     | Metropolitano de Techo         | 30 de abril | 19:40 | Win Sports+ y Win Sports |
| Real Cundinamarca    | 3 : 4 | Llaneros         | Parque Estadio Olaya Herrera   | 1 de mayo   | 15:30 | Win Sports+              |
| Leones               | 1 : 3 | Unión Magdalena  | Metropolitano Ciudad de Itagüí | 2 de mayo   | 15:00 | YouTube Win Sports       |
| Boca Juniors de Cali | 2 : 1 | Deportes Quindío | Olímpico Pascual Guerrero      | 2 de mayo   | 15:30 | YouTube Win Sports       |
| Real Santander       | 0 : 3 | Cúcuta Deportivo | Villa Concha                   | 2 de mayo   | 15:30 | Win Sports+              |
| Barranquilla F. C.   | 0 : 1 | Real Cartagena   | Romelio Martínez               | 2 de mayo   | 15:30 | YouTube Win Sports       |
| Atlético Huila       | 1 : 0 | Orsomarso        | Guillermo Plazas Alcid         | 2 de mayo   | 16:00 | YouTube Win Sports       |

| Real Cartagena    | 1 : 2 | Orsomarso            | Olímpico Jaime Morón León    | 5 de mayo | 15:00 | Win Sports+ y Win Sports |
| Real Cundinamarca | 4 : 2 | Leones               | Parque Estadio Olaya Herrera | 5 de mayo | 15:00 | YouTube Win Sports       |
| Bogotá F. C.      | 1 : 0 | Barranquilla F. C.   | Metropolitano de Techo       | 5 de mayo | 15:00 | YouTube Win Sports       |
| Unión Magdalena   | 0 : 0 | Tigres               | Sierra Nevada                | 5 de mayo | 15:00 | YouTube Win Sports       |
| Atlético          | 0 : 4 | Boca Juniors de Cali | Olímpico Pascual Guerrero    | 6 de mayo | 15:00 | YouTube Win Sports       |
| Internacional     | 2 : 1 | Atlético Huila       | Francisco Rivera Escobar     | 6 de mayo | 16:00 | Win Sports+              |
| Llaneros          | 4 : 0 | Real Santander       | Bello Horizonte - Rey Pelé   | 6 de mayo | 19:00 | YouTube Win Sports       |
| Deportes Quindío  | 1 : 1 | Cúcuta Deportivo     | Centenario de Armenia        | 6 de mayo | 19:30 | Win Sports+              |

| Barranquilla F. C.   | 4 : 0 | Atlético          | Romelio Martínez               | 11 de mayo | 15:00 | YouTube Win Sports                           |
| Leones               | 2 : 2 | Deportes Quindío  | Metropolitano Ciudad de Itagüí | 12 de mayo | 15:00 | Win Sports+                                  |
| Orsomarso            | 2 : 0 | Bogotá F. C.      | Francisco Rivera Escobar       | 12 de mayo | 15:00 | Win Sports, Win Sports Online y Winsports.co |
| Tigres               | 4 : 2 | Real Cartagena    | Parque Estadio Olaya Herrera   | 12 de mayo | 15:00 | Win Sports, Win Sports Online y Winsports.co |
| Boca Juniors de Cali | 0 : 0 | Unión Magdalena   | Olímpico Pascual Guerrero      | 12 de mayo | 15:00 | Win Sports, Win Sports Online y Winsports.co |
| Real Santander       | 0 : 2 | Internacional     | Villa Concha                   | 12 de mayo | 15:00 | Win Sports, Win Sports Online y Winsports.co |
| Atlético Huila       | 2 : 1 | Llaneros          | Guillermo Plazas Alcid         | 12 de mayo | 15:00 | Win Sports, Win Sports Online y Winsports.co |
| Cúcuta Deportivo     | 3 : 2 | Real Cundinamarca | General Santander              | 12 de mayo | 15:00 | Win Sports, Win Sports Online y Winsports.co |

1. ↑  Debido a la alineación indebida del jugador Ferney Angulo, quien debía pagar sanción pendiente en el inicio del torneo, por parte del club Deportes Quindío en su partido de la fecha 1 contra Atlético Huila, la Comisión Disciplinaria del campeonato sancionó al Deportes Quindío con pérdida del partido por «retirada o renuncia» y un marcador final de 0:3. El partido había concluido con triunfo para el Deportes Quindío por un marcador de 2:1.[18]
2. ↑  El partido entre Deportes Quindío y Atlético Huila por la fecha 1 programado para el 2 de febrero a las 20:20 horas tuvo un retraso de 20 minutos por fuerte lluvia y tormenta eléctrica, iniciando a las 20:40 horas.
3. ↑  El partido entre Atlético Huila y Deportes Quindío por la fecha 9 tuvo un retraso de 30 minutos por un corte de agua en la ciudad de Neiva, iniciando a las 16:00 horas.
4. ↑  El partido entre Barranquilla F. C. y Real Cartagena por la fecha 14 tuvo un retraso de 30 minutos por lluvia, iniciando a las 16:00 horas.

### Cuadrangulares semifinales
- La hora de cada encuentro corresponde al huso horario que rige a Colombia (UTC-5).

Al finalizar la primera fase del campeonato —también denominada «Todos contra todos»—, los ocho equipos con mayor puntaje disputaron la segunda fase, los cuadrangulares semifinales. Para los cuadrangulares los ocho equipos clasificados se dividieron en dos grupos previamente sorteados de igual número de participantes, de manera que los equipos que ocuparon el primer y segundo puesto en la fase de todos contra todos fueron sembrados como cabezas de serie del Grupo A y Grupo B, respectivamente. Los otros seis clasificados fueron debidamente sorteados y se emparejaron de la siguiente manera: el tercero con el cuarto, el quinto con el sexto y el séptimo con el octavo, donde el equipo de cada emparejamiento con la mejor posición fue sorteado en un grupo y sembró a su pareja en el otro grupo. El sorteo de esta fase se llevó a cabo el día 13 de mayo de 2024.
Tras tener cada grupo formado con sus cuatro equipos participantes, se llevaron a cabo enfrentamientos con el formato todos contra todos, a ida y vuelta, dando como resultado seis fechas en disputa. Los equipos ganadores de cada grupo al final de las seis fechas, obtuvieron el cupo a la final del torneo.
En esta fase, los equipos cabeza de serie (Atlético Huila y Cúcuta Deportivo) tuvieron ventaja deportiva sobre sus rivales de grupo dado que en caso de un empate en puntos, la posición sería decidida a favor del equipo cabeza de serie por haber ocupado la mejor posición en la fase todos contra todos.
|  |                                     |
|  | Clasificados a la final del torneo. |
|  | Eliminados.                         |

#### Grupo A
| Pos. | Equipo         | Pts. | PJ | G | E | P | GF | GC | Dif. |  |
| ---- | -------------- | ---- | -- | - | - | - | -- | -- | ---- |  |
| 1    | Orsomarso      | 13   | 6  | 4 | 1 | 1 | 7  | 3  | +4   |  |
| 2    | Real Cartagena | 13   | 6  | 4 | 1 | 1 | 6  | 2  | +4   |  |
| 3    | Atlético Huila | 9    | 6  | 3 | 0 | 3 | 7  | 4  | +3   |  |
| 4    | Tigres F. C.   | 0    | 6  | 0 | 0 | 6 | 1  | 12 | −11  |  |

| Equipo / Jornada | 1 | 2 | 3 | 4 | 5 | 6 |
| ---------------- | - | - | - | - | - | - |
| Orsomarso        | 3 | 1 | 1 | 1 | 1 | 1 |
| Real Cartagena   | 2 | 2 | 2 | 2 | 2 | 2 |
| Atlético Huila   | 1 | 3 | 3 | 3 | 3 | 3 |
| Tigres F. C.     | 4 | 4 | 4 | 4 | 4 | 4 |

| Primera | Orsomarso      | 0 : 0 | Real Cartagena | Francisco Rivera Escobar     | 20 de mayo  | 15:00 | YouTube Win Sports       |
| Primera | Tigres         | 0 : 1 | Atlético Huila | Metropolitano de Techo       | 20 de mayo  | 20:05 | Win Sports+              |
| Segunda | Atlético Huila | 0 : 1 | Orsomarso      | Guillermo Plazas Alcid       | 24 de mayo  | 18:00 | Win Sports+              |
| Segunda | Real Cartagena | 1 : 0 | Tigres         | Olímpico Jaime Morón León    | 24 de mayo  | 20:10 | Win Sports+ y Win Sports |
| Tercera | Orsomarso      | 4 : 1 | Tigres         | Francisco Rivera Escobar     | 28 de mayo  | 16:00 | Win Sports+ y Win Sports |
| Tercera | Real Cartagena | 2 : 0 | Atlético Huila | Olímpico Jaime Morón León    | 28 de mayo  | 19:30 | Win Sports+              |
| Cuarta  | Tigres         | 0 : 1 | Orsomarso      | Metropolitano de Techo       | 1 de junio  | 15:00 | YouTube Win Sports       |
| Cuarta  | Atlético Huila | 2 : 0 | Real Cartagena | Guillermo Plazas Alcid       | 1 de junio  | 17:00 | Win Sports+              |
| Quinta  | Orsomarso      | 1 : 0 | Atlético Huila | Francisco Rivera Escobar     | 6 de junio  | 16:00 | Win Sports+              |
| Quinta  | Tigres         | 0 : 1 | Real Cartagena | Parque Estadio Olaya Herrera | 6 de junio  | 19:30 | Win Sports+              |
| Sexta   | Real Cartagena | 2 : 0 | Orsomarso      | Olímpico Jaime Morón León    | 10 de junio | 19:15 | Win Sports+              |
| Sexta   | Atlético Huila | 4 : 0 | Tigres         | Guillermo Plazas Alcid       | 10 de junio | 19:15 | YouTube Win Sports       |

#### Grupo B
| Pos. | Equipo           | Pts. | PJ | G | E | P | GF | GC | Dif. |  |
| ---- | ---------------- | ---- | -- | - | - | - | -- | -- | ---- |  |
| 1    | Llaneros         | 11   | 6  | 3 | 2 | 1 | 10 | 6  | +4   |  |
| 2    | Unión Magdalena  | 11   | 6  | 3 | 2 | 1 | 8  | 5  | +3   |  |
| 3    | Cúcuta Deportivo | 6    | 6  | 2 | 0 | 4 | 5  | 9  | −4   |  |
| 4    | Deportes Quindío | 5    | 6  | 1 | 2 | 3 | 3  | 6  | −3   |  |

| Equipo / Jornada | 1 | 2 | 3 | 4 | 5 | 6 |
| ---------------- | - | - | - | - | - | - |
| Llaneros         | 2 | 3 | 2 | 1 | 2 | 1 |
| Unión Magdalena  | 1 | 1 | 1 | 2 | 1 | 2 |
| Cúcuta Deportivo | 4 | 2 | 3 | 3 | 4 | 3 |
| Deportes Quindío | 3 | 4 | 4 | 4 | 3 | 4 |

| Primera | Unión Magdalena  | 2 : 0 | Cúcuta Deportivo | Sierra Nevada              | 17 de mayo  | 18:00 | Win Sports+              |
| Primera | Deportes Quindío | 1 : 1 | Llaneros         | Centenario de Armenia      | 17 de mayo  | 20:05 | Win Sports+ y Win Sports |
| Segunda | Cúcuta Deportivo | 1 : 0 | Deportes Quindío | General Santander          | 21 de mayo  | 15:30 | Win Sports+              |
| Segunda | Llaneros         | 1 : 1 | Unión Magdalena  | Bello Horizonte - Rey Pelé | 21 de mayo  | 19:00 | YouTube Win Sports       |
| Tercera | Deportes Quindío | 1 : 2 | Unión Magdalena  | Centenario de Armenia      | 26 de mayo  | 15:00 | YouTube Win Sports       |
| Tercera | Llaneros         | 2 : 1 | Cúcuta Deportivo | Bello Horizonte - Rey Pelé | 26 de mayo  | 15:00 | Win Sports+              |
| Cuarta  | Cúcuta Deportivo | 1 : 3 | Llaneros         | General Santander          | 31 de mayo  | 15:00 | Win Sports+              |
| Cuarta  | Unión Magdalena  | 0 : 0 | Deportes Quindío | Sierra Nevada              | 31 de mayo  | 19:00 | Win Sports+ y Win Sports |
| Quinta  | Deportes Quindío | 1 : 0 | Cúcuta Deportivo | Centenario de Armenia      | 4 de junio  | 17:00 | YouTube Win Sports       |
| Quinta  | Unión Magdalena  | 2 : 1 | Llaneros         | Sierra Nevada              | 4 de junio  | 19:05 | Win Sports+ y Win Sports |
| Sexta   | Cúcuta Deportivo | 2 : 1 | Unión Magdalena  | General Santander          | 10 de junio | 17:10 | Win Sports+              |
| Sexta   | Llaneros         | 2 : 0 | Deportes Quindío | Bello Horizonte - Rey Pelé | 10 de junio | 17:10 | Win Sports               |

### Final
- La hora de cada encuentro corresponde al huso horario que rige a Colombia (UTC-5).

| 16 de junio de 2024 | Orsomarso | 0:0     | Llaneros | Estadio Francisco Rivera Escobar, Palmira        |                                                  |
| 15:30               |           | Reporte |          | Árbitro(s): Carlos Ortega VAR: Lisandro Castillo | Árbitro(s): Carlos Ortega VAR: Lisandro Castillo |

| 19 de junio de 2024 | Llaneros                                    | 2:2 (0:1) (4:3 p.)         | Orsomarso                                    | Estadio Bello Horizonte - Rey Pelé, Villavicencio |                                          |
| 19:00               | - Montes 76' - Muñoz 88'                    | Reporte                    | - Ruiz 34' - Salcedo 71'                     | Árbitro(s): Andrés Rojas VAR: Luis Picón          | Árbitro(s): Andrés Rojas VAR: Luis Picón |
|                     |                                             | Tiros desde el punto penal |                                              |                                                   |                                          |
|                     | Muñoz · Sierra · Urueña · Quejada · Verdugo |                            | Salcedo · Mosquera · Mayo · Agamez · Escobar |                                                   |                                          |

## Torneo Finalización

### Todos contra todos

#### Clasificación
| Pos. | Equipo               | Pts. | PJ | G  | E | P  | GF | GC | Dif. | Clasificación a             |
| ---- | -------------------- | ---- | -- | -- | - | -- | -- | -- | ---- | --------------------------- |
| 1    | Unión Magdalena      | 34   | 16 | 10 | 4 | 2  | 26 | 13 | +13  | Cuadrangulares semifinales. |
| 2    | Llaneros             | 33   | 16 | 10 | 3 | 3  | 27 | 11 | +16  | Cuadrangulares semifinales. |
| 3    | Real Cartagena       | 32   | 16 | 10 | 2 | 4  | 24 | 9  | +15  | Cuadrangulares semifinales. |
| 4    | Atlético Huila       | 28   | 16 | 9  | 1 | 6  | 19 | 14 | +5   | Cuadrangulares semifinales. |
| 5    | Real Cundinamarca    | 25   | 16 | 7  | 4 | 5  | 17 | 13 | +4   | Cuadrangulares semifinales. |
| 6    | Deportes Quindío     | 24   | 16 | 7  | 3 | 6  | 23 | 18 | +5   | Cuadrangulares semifinales. |
| 7    | Orsomarso            | 24   | 16 | 7  | 3 | 6  | 12 | 15 | −3   | Cuadrangulares semifinales. |
| 8    | Cúcuta Deportivo     | 23   | 16 | 7  | 2 | 7  | 22 | 16 | +6   | Cuadrangulares semifinales. |
| 9    | Barranquilla F. C.   | 22   | 16 | 6  | 4 | 6  | 19 | 20 | −1   |                             |
| 10   | Internacional F. C.  | 22   | 16 | 6  | 4 | 6  | 13 | 14 | −1   |                             |
| 11   | Itagüí Leones        | 18   | 16 | 4  | 6 | 6  | 18 | 21 | −3   |                             |
| 12   | Tigres F. C.         | 18   | 16 | 5  | 3 | 8  | 14 | 24 | −10  |                             |
| 13   | Boca Juniors de Cali | 17   | 16 | 4  | 5 | 7  | 15 | 21 | −6   |                             |
| 14   | Bogotá F. C.         | 15   | 16 | 4  | 3 | 9  | 25 | 29 | −4   |                             |
| 15   | Atlético F. C.       | 13   | 16 | 3  | 4 | 9  | 13 | 24 | −11  |                             |
| 16   | Real Santander       | 10   | 16 | 3  | 1 | 12 | 9  | 34 | −25  |                             |

 Fuente: Dimayor

##### Evolución de la clasificación
| Unión Magdalena      | 4  | 3  | 2  | 4  | 3  | 3  | 4  | 4  | 4  | 3  | 2  | 1  | 1  | 1  | 1  | 1  |
| Llaneros             | 10 | 11 | 5  | 3  | 2  | 2  | 2  | 2  | 3  | 1  | 3  | 3  | 4  | 3  | 2  | 2  |
| Real Cartagena       | 11 | 6  | 9  | 6  | 7  | 4  | 3  | 3  | 2  | 4  | 4  | 4  | 2  | 2  | 3  | 3  |
| Atlético Huila       | 5  | 9  | 12 | 13 | 10 | 7  | 5  | 5  | 5  | 5  | 5  | 5  | 5  | 4  | 4  | 4  |
| Real Cundinamarca    | 3  | 1  | 1  | 1  | 1  | 1  | 1  | 1  | 1  | 2  | 1  | 2  | 3  | 5  | 5  | 5  |
| Deportes Quindío     | 13 | 7  | 11 | 7  | 8  | 6  | 6  | 7  | 8  | 7  | 8  | 8  | 7  | 6  | 7  | 6  |
| Orsomarso            | 15 | 10 | 13 | 8  | 5  | 8  | 10 | 6  | 6  | 6  | 7  | 7  | 8  | 8  | 9  | 7  |
| Cúcuta Deportivo     | 1  | 8  | 4  | 2  | 4  | 5  | 7  | 8  | 9  | 10 | 14 | 10 | 12 | 9  | 6  | 8  |
| Barranquilla F. C.   | 6  | 4  | 8  | 9  | 9  | 10 | 8  | 9  | 10 | 11 | 9  | 11 | 9  | 12 | 8  | 9  |
| Internacional        | 9  | 12 | 14 | 14 | 15 | 13 | 15 | 11 | 12 | 8  | 6  | 6  | 6  | 7  | 10 | 10 |
| Leones               | 2  | 2  | 6  | 10 | 11 | 12 | 13 | 14 | 13 | 13 | 11 | 13 | 13 | 10 | 11 | 11 |
| Tigres F. C.         | 7  | 13 | 10 | 12 | 12 | 14 | 11 | 12 | 7  | 9  | 10 | 12 | 10 | 13 | 12 | 12 |
| Boca Juniors de Cali | 8  | 5  | 3  | 5  | 6  | 9  | 9  | 10 | 11 | 12 | 13 | 9  | 11 | 14 | 13 | 13 |
| Bogotá F. C.         | 12 | 15 | 16 | 15 | 16 | 16 | 16 | 16 | 16 | 14 | 12 | 14 | 14 | 11 | 14 | 14 |
| Atlético F. C.       | 14 | 14 | 7  | 11 | 13 | 15 | 12 | 13 | 14 | 15 | 16 | 16 | 16 | 15 | 15 | 15 |
| Real Santander       | 16 | 16 | 15 | 16 | 14 | 11 | 14 | 15 | 15 | 16 | 15 | 15 | 15 | 16 | 16 | 16 |

1. 1 2 3 4  Los partidos Deportes Quindío vs. Atlético Huila y Atlético F. C. vs. Boca Juniors de Cali por la novena (9ª) fecha fueron aplazados y se jugaron el 3 de octubre, días antes de la disputa de la decimocuarta (14ª) fecha.
2. 1 2  El partido Real Santander vs. Orsomarso por la séptima (7ª) fecha fue aplazado y se jugó el 2 de octubre, días antes de la disputa de la decimocuarta (14ª) fecha.
3. 1 2  El partido Real Santander vs. Cúcuta Deportivo por la novena (9ª) fecha fue aplazado y se jugó el 9 de octubre, días antes de la disputa de la decimoquinta (15ª) fecha.
4. 1 2  El partido Leones vs. Barranquilla F. C. por la tercera (3ª) fecha fue aplazado y se jugó el 10 de octubre, días antes de la disputa de la decimoquinta (15ª) fecha.
5. 1 2  El partido Leones vs. Internacional por la cuarta (4ª) fecha fue aplazado y se jugó el 2 de octubre, días antes de la disputa de la decimocuarta (14ª) fecha.

#### Resultados
- La hora de cada encuentro corresponde al huso horario que rige a Colombia (UTC-5).

Nota: Los horarios y partidos de televisión se definen la semana previa a cada jornada. Los canales Win Sports y Win+ Fútbol (antes Win Sports+) son los medios de difusión por televisión autorizados por la Dimayor para la transmisión por cable de tres partidos por fecha. Los partidos restantes son transmitidos por medio del canal de YouTube de la Dimayor.
| Internacional        | 0 : 0 | Real Cartagena     | Deportivo Cali               | 19 de julio | 15:00 | Win+ Fútbol              |
| Atlético Huila       | 2 : 1 | Deportes Quindío   | Guillermo Plazas Alcid       | 21 de julio | 15:00 | YouTube Win Sports       |
| Cúcuta Deportivo     | 2 : 0 | Atlético           | General Santander            | 21 de julio | 15:00 | YouTube Win Sports       |
| Tigres               | 1 : 1 | Barranquilla F. C. | Parque Estadio Olaya Herrera | 21 de julio | 15:30 | YouTube Win Sports       |
| Leones               | 2 : 0 | Real Santander     | Polideportivo Sur            | 22 de julio | 14:00 | Win Sports y Win+ Fútbol |
| Real Cundinamarca    | 2 : 0 | Orsomarso          | Parque Estadio Olaya Herrera | 22 de julio | 16:00 | Win+ Fútbol              |
| Boca Juniors de Cali | 0 : 0 | Llaneros           | Deportivo Cali               | 24 de julio | 15:00 | YouTube Win Sports       |
| Unión Magdalena      | 3 : 2 | Bogotá F. C.       | Sierra Nevada                | 25 de julio | 18:10 | YouTube Win Sports       |

| Atlético           | 2 : 2 | Leones               | Deportivo Cali               | 26 de julio | 15:30 | YouTube Win Sports       |
| Real Cartagena     | 1 : 0 | Atlético Huila       | Olímpico Jaime Morón León    | 26 de julio | 19:30 | Win+ Fútbol              |
| Orsomarso          | 2 : 1 | Internacional        | Francisco Rivera Escobar     | 27 de julio | 15:00 | YouTube Win Sports       |
| Deportes Quindío   | 3 : 1 | Tigres               | Centenario de Armenia        | 27 de julio | 15:30 | YouTube Win Sports       |
| Barranquilla F. C. | 1 : 0 | Cúcuta Deportivo     | Romelio Martínez             | 27 de julio | 17:00 | YouTube Win Sports       |
| Real Santander     | 0 : 1 | Real Cundinamarca    | Villa Concha                 | 29 de julio | 15:00 | YouTube Win Sports       |
| Bogotá F. C.       | 0 : 1 | Boca Juniors de Cali | Parque Estadio Olaya Herrera | 30 de julio | 16:00 | Win+ Fútbol              |
| Llaneros           | 1 : 1 | Unión Magdalena      | Bello Horizonte - Rey Pelé   | 1 de agosto | 19:30 | Win Sports y Win+ Fútbol |

| Atlético Huila    | 0 : 2 | Boca Juniors de Cali | Guillermo Plazas Alcid         | 3 de agosto   | 15:00 | YouTube Win Sports |
| Tigres            | 1 : 0 | Real Santander       | Parque Estadio Olaya Herrera   | 4 de agosto   | 16:00 | YouTube Win Sports |
| Atlético          | 3 : 0 | Bogotá F. C.         | Deportivo Cali                 | 5 de agosto   | 15:00 | Win+ Fútbol        |
| Real Cundinamarca | 2 : 1 | Deportes Quindío     | Parque Estadio Olaya Herrera   | 5 de agosto   | 17:30 | Win+ Fútbol        |
| Unión Magdalena   | 3 : 0 | Orsomarso            | Sierra Nevada                  | 6 de agosto   | 18:30 | YouTube Win Sports |
| Internacional     | 0 : 2 | Llaneros             | Francisco Rivera Escobar       | 7 de agosto   | 15:00 | YouTube Win Sports |
| Cúcuta Deportivo  | 2 : 1 | Real Cartagena       | General Santander              | 7 de agosto   | 16:00 | Win+ Fútbol        |
| Leones            | 1 : 2 | Barranquilla F. C.   | Metropolitano Ciudad de Itagüí | 10 de octubre | 17:30 | YouTube Win Sports |

| Real Santander       | 0 : 2 | Deportes Quindío | Villa Concha                   | 10 de agosto | 15:00 | YouTube Win Sports       |
| Real Cundinamarca    | 1 : 0 | Atlético Huila   | Parque Estadio Olaya Herrera   | 11 de agosto | 15:00 | YouTube Win Sports       |
| Llaneros             | 3 : 0 | Atlético         | Bello Horizonte - Rey Pelé     | 11 de agosto | 17:00 | YouTube Win Sports       |
| Orsomarso            | 1 : 0 | Tigres           | Francisco Rivera Escobar       | 12 de agosto | 16:00 | Win+ Fútbol              |
| Barranquilla F. C.   | 1 : 1 | Unión Magdalena  | Romelio Martínez               | 12 de agosto | 18:00 | Win Sports y Win+ Fútbol |
| Bogotá F. C.         | 0 : 1 | Real Cartagena   | Parque Estadio Olaya Herrera   | 13 de agosto | 15:00 | YouTube Win Sports       |
| Boca Juniors de Cali | 0 : 1 | Cúcuta Deportivo | Deportivo Cali                 | 13 de agosto | 17:30 | Win+ Fútbol              |
| Leones               | 2 : 0 | Internacional    | Metropolitano Ciudad de Itagüí | 2 de octubre | 15:00 | YouTube Win Sports       |

| Atlético           | 0 : 1 | Real Santander       | Deportivo Cali               | 16 de agosto | 15:30 | Win+ Fútbol              |
| Deportes Quindío   | 1 : 2 | Unión Magdalena      | Centenario de Armenia        | 17 de agosto | 14:00 | Win Sports y Win+ Fútbol |
| Atlético Huila     | 2 : 1 | Bogotá F. C.         | Guillermo Plazas Alcid       | 17 de agosto | 15:00 | YouTube Win Sports       |
| Internacional      | 0 : 0 | Real Cundinamarca    | Deportivo Cali               | 17 de agosto | 15:30 | YouTube Win Sports       |
| Cúcuta Deportivo   | 0 : 1 | Orsomarso            | General Santander            | 17 de agosto | 16:00 | YouTube Win Sports       |
| Barranquilla F. C. | 1 : 1 | Boca Juniors de Cali | Romelio Martínez             | 17 de agosto | 17:00 | YouTube Win Sports       |
| Real Cartagena     | 1 : 2 | Llaneros             | Olímpico Jaime Morón León    | 17 de agosto | 18:30 | YouTube Win Sports       |
| Tigres             | 2 : 2 | Leones               | Parque Estadio Olaya Herrera | 18 de agosto | 15:30 | Win+ Fútbol              |

| Boca Juniors de Cali | 1 : 4 | Real Cartagena     | Deportivo Cali               | 21 de agosto | 15:00 | YouTube Win Sports       |
| Bogotá F. C.         | 1 : 2 | Internacional      | Parque Estadio Olaya Herrera | 21 de agosto | 15:00 | YouTube Win Sports       |
| Real Santander       | 2 : 1 | Barranquilla F. C. | Villa Concha                 | 21 de agosto | 16:00 | YouTube Win Sports       |
| Atlético Huila       | 2 : 1 | Atlético           | Guillermo Plazas Alcid       | 21 de agosto | 17:30 | Win+ Fútbol              |
| Unión Magdalena      | 1 : 1 | Cúcuta Deportivo   | Sierra Nevada                | 21 de agosto | 19:30 | Win Sports y Win+ Fútbol |
| Real Cundinamarca    | 1 : 0 | Tigres             | Parque Estadio Olaya Herrera | 22 de agosto | 16:00 | YouTube Win Sports       |
| Orsomarso            | 0 : 1 | Deportes Quindío   | Deportivo Cali               | 22 de agosto | 16:00 | YouTube Win Sports       |
| Llaneros             | 1 : 0 | Leones             | Bello Horizonte - Rey Pelé   | 22 de agosto | 19:30 | Win+ Fútbol              |

| Real Cartagena     | 2 : 0 | Unión Magdalena      | Olímpico Jaime Morón León      | 25 de agosto | 18:00 | YouTube Win Sports       |
| Atlético           | 1 : 0 | Real Cundinamarca    | Deportivo Cali                 | 26 de agosto | 15:00 | YouTube Win Sports       |
| Deportes Quindío   | 2 : 2 | Bogotá F. C.         | Centenario de Armenia          | 26 de agosto | 18:00 | Win+ Fútbol              |
| Cúcuta Deportivo   | 1 : 2 | Atlético Huila       | General Santander              | 27 de agosto | 16:00 | YouTube Win Sports       |
| Tigres             | 1 : 0 | Internacional        | Parque Estadio Olaya Herrera   | 27 de agosto | 17:00 | Win+ Fútbol              |
| Leones             | 2 : 2 | Boca Juniors de Cali | Metropolitano Ciudad de Itagüí | 27 de agosto | 17:30 | YouTube Win Sports       |
| Barranquilla F. C. | 3 : 2 | Llaneros             | Romelio Martínez               | 27 de agosto | 19:30 | Win Sports y Win+ Fútbol |
| Real Santander     | 0 : 2 | Orsomarso            | Villa Concha                   | 2 de octubre | 15:00 | YouTube Win Sports       |

| Boca Juniors de Cali | 0 : 2 | Real Cundinamarca  | Deportivo Cali               | 31 de agosto    | 14:00 | Win+ Fútbol        |
| Orsomarso            | 1 : 0 | Atlético           | Hernando Azcárate Martínez   | 31 de agosto    | 15:30 | YouTube Win Sports |
| Unión Magdalena      | 4 : 0 | Real Santander     | Sierra Nevada                | 31 de agosto    | 17:00 | YouTube Win Sports |
| Llaneros             | 2 : 0 | Tigres             | Bello Horizonte - Rey Pelé   | 31 de agosto    | 19:30 | YouTube Win Sports |
| Internacional        | 1 : 0 | Barranquilla F. C. | Deportivo Cali               | 1 de septiembre | 15:00 | YouTube Win Sports |
| Atlético Huila       | 2 : 1 | Leones             | Guillermo Plazas Alcid       | 1 de septiembre | 15:00 | YouTube Win Sports |
| Bogotá F. C.         | 5 : 0 | Cúcuta Deportivo   | Parque Estadio Olaya Herrera | 2 de septiembre | 15:00 | Win+ Fútbol        |
| Real Cartagena       | 2 : 0 | Deportes Quindío   | Olímpico Jaime Morón León    | 2 de septiembre | 19:30 | YouTube Win Sports |

| Internacional      | 0 : 0 | Orsomarso            | Deportivo Cali                 | 4 de septiembre | 19:30 | Win+ Fútbol              |
| Leones             | 1 : 1 | Unión Magdalena      | Metropolitano Ciudad de Itagüí | 4 de septiembre | 19:30 | YouTube Win Sports       |
| Tigres             | 1 : 0 | Bogotá F. C.         | Parque Estadio Olaya Herrera   | 5 de septiembre | 15:30 | YouTube Win Sports       |
| Real Cundinamarca  | 1 : 1 | Llaneros             | Parque Estadio Olaya Herrera   | 6 de septiembre | 15:00 | Win+ Fútbol              |
| Barranquilla F. C. | 0 : 1 | Real Cartagena       | Romelio Martínez               | 7 de septiembre | 20:30 | Win Sports y Win+ Fútbol |
| Atlético           | 2 : 0 | Boca Juniors de Cali | Olímpico Pascual Guerrero      | 3 de octubre    | 15:00 | YouTube Win Sports       |
| Deportes Quindío   | 0 : 0 | Atlético Huila       | Centenario de Armenia          | 3 de octubre    | 18:00 | Win+ Fútbol              |
| Real Santander     | 0 : 2 | Cúcuta Deportivo     | Villa Concha                   | 9 de octubre    | 15:00 | YouTube Win Sports       |

| Orsomarso            | 1 : 1        | Leones             | Hernando Azcárate Martínez   | 8 de septiembre  | 15:00 | YouTube Win Sports       |
| Boca Juniors de Cali | 1 : 2        | Internacional      | Deportivo Cali               | 8 de septiembre  | 15:30 | YouTube Win Sports       |
| Atlético Huila       | 4 : 0        | Tigres             | Guillermo Plazas Alcid       | 8 de septiembre  | 18:00 | YouTube Win Sports       |
| Bogotá F. C.         | 1 : 0        | Real Santander     | Parque Estadio Olaya Herrera | 9 de septiembre  | 19:00 | Win Sports y Win+ Fútbol |
| Deportes Quindío     | 1 : 0        | Barranquilla F. C. | Centenario de Armenia        | 11 de septiembre | 15:00 | YouTube Win Sports       |
| Cúcuta Deportivo     | 0 : 1        | Llaneros           | General Santander            | 11 de septiembre | 16:00 | Win+ Fútbol              |
| Unión Magdalena      | 1 : 0        | Real Cundinamarca  | Sierra Nevada                | 11 de septiembre | 16:00 | YouTube Win Sports       |
| Real Cartagena       | 3 : 0 (W.O.) | Atlético           | Olímpico Jaime Morón León    | 11 de septiembre | 19:30 | YouTube Win Sports       |

| Real Santander     | 1 : 0 | Atlético Huila       | Villa Concha                   | 14 de septiembre | 15:00 | YouTube Win Sports       |
| Llaneros           | 2 : 3 | Bogotá F. C.         | Bello Horizonte - Rey Pelé     | 14 de septiembre | 19:00 | YouTube Win Sports       |
| Tigres             | 0 : 0 | Boca Juniors de Cali | Parque Estadio Olaya Herrera   | 15 de septiembre | 15:00 | YouTube Win Sports       |
| Leones             | 1 : 0 | Cúcuta Deportivo     | Metropolitano Ciudad de Itagüí | 15 de septiembre | 15:00 | YouTube Win Sports       |
| Internacional      | 1 : 0 | Deportes Quindío     | Deportivo Cali                 | 16 de septiembre | 16:00 | Win+ Fútbol              |
| Barranquilla F. C. | 1 : 0 | Orsomarso            | Romelio Martínez               | 16 de septiembre | 17:00 | YouTube Win Sports       |
| Atlético           | 0 : 2 | Unión Magdalena      | Deportivo Cali                 | 17 de septiembre | 15:30 | Win Sports y Win+ Fútbol |
| Real Cundinamarca  | 2 : 1 | Real Cartagena       | Parque Estadio Olaya Herrera   | 17 de septiembre | 17:45 | Win+ Fútbol              |

| Unión Magdalena      | 1 : 0        | Internacional     | Sierra Nevada                | 21 de septiembre | 16:00 | YouTube Win Sports       |
| Bogotá F. C.         | 2 : 2        | Real Cundinamarca | Parque Estadio Olaya Herrera | 22 de septiembre | 15:30 | YouTube Win Sports       |
| Deportes Quindío     | 2 : 2        | Atlético          | Centenario de Armenia        | 22 de septiembre | 15:30 | YouTube Win Sports       |
| Real Cartagena       | 1 : 0        | Leones            | Olímpico Jaime Morón León    | 22 de septiembre | 17:30 | YouTube Win Sports       |
| Cúcuta Deportivo     | 3 : 0        | Tigres            | General Santander            | 23 de septiembre | 15:30 | YouTube Win Sports       |
| Boca Juniors de Cali | 4 : 3        | Real Santander    | Deportivo Cali               | 23 de septiembre | 17:30 | Win+ Fútbol              |
| Orsomarso            | 0 : 3 (W.O.) | Llaneros          | Francisco Rivera Escobar     | 24 de septiembre | 15:30 | Win+ Fútbol              |
| Barranquilla F. C.   | 1 : 2        | Atlético Huila    | Romelio Martínez             | 24 de septiembre | 19:30 | Win Sports y Win+ Fútbol |

| Real Santander       | 0 : 0 | Real Cartagena     | Villa Concha                   | 27 de septiembre | 15:15 | Win+ Fútbol              |
| Leones               | 1 : 1 | Bogotá F. C.       | Metropolitano Ciudad de Itagüí | 27 de septiembre | 19:30 | Win Sports y Win+ Fútbol |
| Internacional        | 1 : 0 | Cúcuta Deportivo   | Francisco Rivera Escobar       | 28 de septiembre | 15:00 | YouTube Win Sports       |
| Boca Juniors de Cali | 0 : 0 | Orsomarso          | Olímpico Pascual Guerrero      | 29 de septiembre | 15:30 | YouTube Win Sports       |
| Tigres               | 2 : 0 | Atlético           | Parque Estadio Olaya Herrera   | 29 de septiembre | 15:30 | YouTube Win Sports       |
| Llaneros             | 0 : 1 | Deportes Quindío   | Bello Horizonte - Rey Pelé     | 29 de septiembre | 15:30 | YouTube Win Sports       |
| Atlético Huila       | 1 : 2 | Unión Magdalena    | Guillermo Plazas Alcid         | 29 de septiembre | 18:00 | YouTube Win Sports       |
| Real Cundinamarca    | 1 : 2 | Barranquilla F. C. | Parque Estadio Olaya Herrera   | 30 de septiembre | 19:30 | Win+ Fútbol              |

| Bogotá F. C.     | 3 : 2 | Tigres               | Parque Estadio Olaya Herrera | 5 de octubre | 15:30 | YouTube Win Sports       |
| Cúcuta Deportivo | 6 : 0 | Real Santander       | General Santander            | 5 de octubre | 16:00 | YouTube Win Sports       |
| Real Cartagena   | 3 : 0 | Barranquilla F. C.   | Olímpico Jaime Morón León    | 5 de octubre | 19:00 | YouTube Win Sports       |
| Llaneros         | 2 : 1 | Real Cundinamarca    | Bello Horizonte - Rey Pelé   | 6 de octubre | 15:30 | YouTube Win Sports       |
| Unión Magdalena  | 2 : 1 | Leones               | Sierra Nevada                | 6 de octubre | 16:45 | YouTube Win Sports       |
| Atlético         | 1 : 1 | Internacional        | Olímpico Pascual Guerrero    | 7 de octubre | 15:15 | Win+ Fútbol              |
| Orsomarso        | 0 : 1 | Atlético Huila       | Francisco Rivera Escobar     | 8 de octubre | 15:30 | Win Sports y Win+ Fútbol |
| Deportes Quindío | 3 : 1 | Boca Juniors de Cali | Centenario de Armenia        | 8 de octubre | 15:30 | YouTube Win Sports       |

| Atlético Huila       | 1 : 0 | Internacional     | Guillermo Plazas Alcid         | 13 de octubre | 17:30 | Win+ Fútbol              |
| Orsomarso            | 1 : 0 | Real Cartagena    | Francisco Rivera Escobar       | 14 de octubre | 15:30 | YouTube Win Sports       |
| Cúcuta Deportivo     | 3 : 1 | Deportes Quindío  | General Santander              | 14 de octubre | 16:00 | YouTube Win Sports       |
| Real Santander       | 0 : 4 | Llaneros          | Villa Concha                   | 16 de octubre | 15:30 | YouTube Win Sports       |
| Tigres               | 2 : 1 | Unión Magdalena   | Metropolitano de Techo         | 16 de octubre | 15:30 | Win+ Fútbol              |
| Boca Juniors de Cali | 2 : 0 | Atlético          | Olímpico Pascual Guerrero      | 16 de octubre | 16:00 | YouTube Win Sports       |
| Leones               | 1 : 0 | Real Cundinamarca | Metropolitano Ciudad de Itagüí | 16 de octubre | 18:00 | Win+ Fútbol              |
| Barranquilla F. C.   | 4 : 2 | Bogotá F. C.      | Romelio Martínez               | 17 de octubre | 16:00 | Win Sports y Win+ Fútbol |

| Deportes Quindío  | 4 : 0 | Leones               | Centenario de Armenia        | 22 de octubre | 18:00 | Win+ Fútbol                         |
| Bogotá F. C.      | 2 : 3 | Orsomarso            | Parque Estadio Olaya Herrera | 22 de octubre | 18:00 | Win Sports, Win Play y Winsports.co |
| Real Cartagena    | 3 : 1 | Tigres               | Olímpico Jaime Morón León    | 22 de octubre | 18:00 | Win Sports, Win Play y Winsports.co |
| Unión Magdalena   | 1 : 0 | Boca Juniors de Cali | Sierra Nevada                | 22 de octubre | 18:00 | Win Sports, Win Play y Winsports.co |
| Internacional     | 4 : 2 | Real Santander       | Municipal Raúl Miranda       | 22 de octubre | 18:00 | Win Sports, Win Play y Winsports.co |
| Atlético          | 1 : 1 | Barranquilla F. C.   | Deportivo Cali               | 22 de octubre | 18:00 | Win Sports, Win Play y Winsports.co |
| Llaneros          | 1 : 0 | Atlético Huila       | Bello Horizonte - Rey Pelé   | 22 de octubre | 18:00 | Win Sports, Win Play y Winsports.co |
| Real Cundinamarca | 1 : 1 | Cúcuta Deportivo     | Metropolitano de Techo       | 22 de octubre | 18:00 | Win Sports, Win Play y Winsports.co |

1. ↑  El partido Unión Magdalena vs. Real Santander fue suspendido por fallas en el fluido eléctrico del estadio Sierra Nevada y se reanudó el 1 de septiembre a las 10:00 horas.
2. ↑  El partido Deportes Quindío vs. Atlético Huila fue suspendido en el entretiempo por fallas en el fluido eléctrico del estadio Centenario y se reanudó el 4 de octubre a las 10:00 horas.
3. ↑  El partido entre Real Cartagena y Atlético fue suspendido antes del inicio del segundo tiempo por una infracción reglamentaria del equipo visitante al no llevar médico de campo. Debido a lo anterior, la Comisión Disciplinaria del campeonato sancionó al Atlético con pérdida del partido por «retirada o renuncia» y un marcador final de 3:0. Real Cartagena ganaba por un marcador de 1:0 al momento de la suspensión.[20][21]
4. ↑  El partido entre Orsomarso y Llaneros fue finalizado por falta de garantías con el marcador 1:1 por invasión de campo de un aficionado y agresiones entre jugadores y miembros de los cuerpos técnicos de ambos equipos. Debido a lo anterior, la Comisión Disciplinaria del campeonato sancionó a Orsomarso con pérdida del partido por «retirada o renuncia» y un marcador final de 0:3.[22][23]

### Cuadrangulares semifinales
- La hora de cada encuentro corresponde al huso horario que rige a Colombia (UTC-5).

Al finalizar la primera fase del campeonato —también denominada «Todos contra todos»—, los ocho equipos con mayor puntaje disputaron la segunda fase, los cuadrangulares semifinales. Para los cuadrangulares los ocho equipos clasificados se dividieron en dos grupos previamente sorteados de igual número de participantes, de manera que los equipos que ocuparon el primer y segundo puesto en la fase de todos contra todos fueron sembrados como cabezas de serie del Grupo A y Grupo B, respectivamente. Los otros seis clasificados fueron debidamente sorteados y se emparejaron de la siguiente manera: el tercero con el cuarto, el quinto con el sexto y el séptimo con el octavo, donde el equipo de cada emparejamiento con la mejor posición fue sorteado en un grupo y sembró a su pareja en el otro grupo. El sorteo de esta fase se realizó el día 22 de octubre de 2024, una vez concluida la última fecha de la fase todos contra todos.
Tras tener cada grupo formado con sus cuatro equipos participantes, se llevaron a cabo enfrentamientos con el formato todos contra todos, a ida y vuelta, dando como resultado seis fechas en disputa. Los equipos ganadores de cada grupo al final de las seis fechas, obtuvieron el cupo a la final del torneo.
En esta fase, los equipos cabeza de serie (Unión Magdalena y Llaneros) tuvieron ventaja deportiva sobre sus rivales de grupo dado que en caso de un empate en puntos, la posición fue decidida a favor del equipo cabeza de serie por haber ocupado la mejor posición en la fase todos contra todos.
|  |                                     |
|  | Clasificados a la final del torneo. |
|  | Eliminados.                         |

#### Grupo A
| Pos. | Equipo            | Pts. | PJ | G | E | P | GF | GC | Dif. |  |
| ---- | ----------------- | ---- | -- | - | - | - | -- | -- | ---- |  |
| 1    | Unión Magdalena   | 10   | 6  | 3 | 1 | 2 | 6  | 3  | +3   |  |
| 2    | Cúcuta Deportivo  | 9    | 6  | 2 | 3 | 1 | 8  | 7  | +1   |  |
| 3    | Real Cundinamarca | 8    | 6  | 2 | 2 | 2 | 3  | 4  | −1   |  |
| 4    | Atlético Huila    | 4    | 6  | 0 | 4 | 2 | 4  | 7  | −3   |  |

| Equipo / Jornada  | 1 | 2 | 3 | 4 | 5 | 6 |
| ----------------- | - | - | - | - | - | - |
| Unión Magdalena   | 4 | 2 | 1 | 1 | 3 | 1 |
| Cúcuta Deportivo  | 3 | 4 | 2 | 2 | 1 | 2 |
| Real Cundinamarca | 1 | 1 | 3 | 3 | 2 | 3 |
| Atlético Huila    | 2 | 3 | 4 | 4 | 4 | 4 |

| Primera | Cúcuta Deportivo  | 1 : 1 | Atlético Huila    | General Santander      | 28 de octubre   | 16:00 | Win+ Fútbol              |
| Primera | Real Cundinamarca | 1 : 0 | Unión Magdalena   | Metropolitano de Techo | 28 de octubre   | 18:05 | Win+ Fútbol              |
| Segunda | Atlético Huila    | 0 : 0 | Real Cundinamarca | Guillermo Plazas Alcid | 1 de noviembre  | 19:15 | Win Sports               |
| Segunda | Unión Magdalena   | 1 : 0 | Cúcuta Deportivo  | Sierra Nevada          | 4 de noviembre  | 16:05 | Win+ Fútbol              |
| Tercera | Atlético Huila    | 0 : 0 | Unión Magdalena   | Guillermo Plazas Alcid | 8 de noviembre  | 18:00 | Win+ Fútbol              |
| Tercera | Cúcuta Deportivo  | 1 : 0 | Real Cundinamarca | General Santander      | 9 de noviembre  | 16:05 | Win+ Fútbol              |
| Cuarta  | Unión Magdalena   | 2 : 0 | Atlético Huila    | Sierra Nevada          | 12 de noviembre | 18:00 | Win Sports y Win+ Fútbol |
| Cuarta  | Real Cundinamarca | 1 : 1 | Cúcuta Deportivo  | Metropolitano de Techo | 12 de noviembre | 20:00 | Win+ Fútbol              |
| Quinta  | Cúcuta Deportivo  | 2 : 1 | Unión Magdalena   | General Santander      | 17 de noviembre | 15:15 | Win+ Fútbol              |
| Quinta  | Real Cundinamarca | 1 : 0 | Atlético Huila    | Metropolitano de Techo | 18 de noviembre | 16:00 | Win Sports y Win+ Fútbol |
| Sexta   | Atlético Huila    | 3 : 3 | Cúcuta Deportivo  | Guillermo Plazas Alcid | 23 de noviembre | 16:00 | Win Sports               |
| Sexta   | Unión Magdalena   | 2 : 0 | Real Cundinamarca | Sierra Nevada          | 23 de noviembre | 16:00 | Win Play y Winsports.co  |

#### Grupo B
| Pos. | Equipo           | Pts. | PJ | G | E | P | GF | GC | Dif. |  |
| ---- | ---------------- | ---- | -- | - | - | - | -- | -- | ---- |  |
| 1    | Llaneros         | 12   | 6  | 4 | 0 | 2 | 13 | 6  | +7   |  |
| 2    | Real Cartagena   | 12   | 6  | 4 | 0 | 2 | 9  | 8  | +1   |  |
| 3    | Orsomarso        | 7    | 6  | 2 | 1 | 3 | 5  | 4  | +1   |  |
| 4    | Deportes Quindío | 4    | 6  | 1 | 1 | 4 | 4  | 13 | −9   |  |

| Equipo / Jornada | 1 | 2 | 3 | 4 | 5 | 6 |
| ---------------- | - | - | - | - | - | - |
| Llaneros         | 1 | 1 | 1 | 1 | 1 | 1 |
| Real Cartagena   | 2 | 2 | 2 | 2 | 2 | 2 |
| Orsomarso        | 3 | 3 | 3 | 3 | 3 | 3 |
| Deportes Quindío | 4 | 4 | 4 | 4 | 4 | 4 |

| Primera | Deportes Quindío | 0 : 3 | Llaneros         | Centenario de Armenia      | 30 de octubre   | 17:00 | Win+ Fútbol              |
| Primera | Real Cartagena   | 2 : 1 | Orsomarso        | Olímpico Jaime Morón León  | 30 de octubre   | 19:00 | Win Sports               |
| Segunda | Orsomarso        | 0 : 0 | Deportes Quindío | Francisco Rivera Escobar   | 4 de noviembre  | 14:00 | Win+ Fútbol              |
| Segunda | Llaneros         | 5 : 1 | Real Cartagena   | Bello Horizonte - Rey Pelé | 4 de noviembre  | 18:10 | Win+ Fútbol              |
| Tercera | Orsomarso        | 2 : 0 | Llaneros         | Francisco Rivera Escobar   | 9 de noviembre  | 14:00 | Win Sports y Win+ Fútbol |
| Tercera | Real Cartagena   | 3 : 0 | Deportes Quindío | Olímpico Jaime Morón León  | 9 de noviembre  | 18:10 | Win+ Fútbol              |
| Cuarta  | Deportes Quindío | 2 : 1 | Real Cartagena   | Centenario de Armenia      | 13 de noviembre | 16:00 | Win+ Fútbol              |
| Cuarta  | Llaneros         | 1 : 0 | Orsomarso        | Bello Horizonte - Rey Pelé | 13 de noviembre | 19:30 | Win+ Fútbol              |
| Quinta  | Deportes Quindío | 0 : 2 | Orsomarso        | Centenario de Armenia      | 18 de noviembre | 18:00 | Win+ Fútbol              |
| Quinta  | Real Cartagena   | 1 : 0 | Llaneros         | Olímpico Jaime Morón León  | 18 de noviembre | 20:00 | Win+ Fútbol              |
| Sexta   | Orsomarso        | 0 : 1 | Real Cartagena   | Francisco Rivera Escobar   | 23 de noviembre | 16:00 | Win+ Fútbol              |
| Sexta   | Llaneros         | 4 : 2 | Deportes Quindío | Bello Horizonte - Rey Pelé | 23 de noviembre | 16:00 | Win Play y Winsports.co  |

1. ↑  El partido entre Deportes Quindío y Llaneros por la fecha 1 de los cuadrangulares semifinales, originalmente programado para las 16:00 horas, fue reprogramado para las 17:00 horas for fuertes lluvias.[24]

### Final
- La hora de cada encuentro corresponde al huso horario que rige a Colombia (UTC-5).

| 28 de noviembre de 2024 | Unión Magdalena                                                | 4:0 (3:0) | Llaneros | Estadio Sierra Nevada, Santa Marta        |                                           |
| 19:00                   | - Sarmiento 9' (pen.), 45+3' (pen.) - Blanco 36' - Sención 69' | Reporte   |          | Árbitro(s): Wilmar Roldán VAR: Luis Picón | Árbitro(s): Wilmar Roldán VAR: Luis Picón |

| 3 de diciembre de 2024 | Llaneros     | 1:1 (0:1) | Unión Magdalena | Estadio Bello Horizonte - Rey Pelé, Villavicencio |                                          |
| 20:00                  | Valencia 48' | Reporte   | Aragón 41'      | Árbitro(s): José Ortiz VAR: John Perdomo          | Árbitro(s): José Ortiz VAR: John Perdomo |

## Gran Final
- La hora de cada encuentro corresponde a la hora legal de Colombia (UTC-5).

| 10 de diciembre de 2024 | Unión Magdalena      | 1:0 (1:0) | Llaneros | Estadio Sierra Nevada, Santa Marta              |                                                 |
| 19:00                   | Sarmiento 22' (pen.) | Reporte   |          | Árbitro(s): Carlos Betancur VAR: Ricardo García | Árbitro(s): Carlos Betancur VAR: Ricardo García |

| 14 de diciembre de 2024 | Llaneros                            | 1:0 (1:0) (2:4 p.)         | Unión Magdalena                         | Estadio Bello Horizonte - Rey Pelé, Villavicencio |                                               |
| 19:30                   | Duarte 39'                          | Reporte                    |                                         | Árbitro(s): Wilmar Roldán VAR: Mauricio Pérez     | Árbitro(s): Wilmar Roldán VAR: Mauricio Pérez |
|                         |                                     | Tiros desde el punto penal |                                         |                                                   |                                               |
|                         | Ospina · Verdugo · Lasso · Valencia |                            | Sarmiento · Cantillo · Blanco · Sención |                                                   |                                               |

|                                    |
| Bandera de Colombia                |
| Campeón Unión Magdalena 2.º título |

## Tabla de reclasificación
La tabla de reclasificación de la Primera B 2024 se elaboró a partir de la sumatoria de puntos de los clubes en todos los partidos de los dos torneos del año, incluyendo las fases todos contra todos, cuadrangulares semifinales, finales semestrales y la Gran Final. El club que ocupara el primer puesto en esta tabla (diferente al ganador de la Gran Final) clasificaría al repechaje por el segundo ascenso a la Primera A, mientras que si un club lograra ganar los dos torneos de la temporada, el repechaje sería disputado por los siguientes dos clubes mejor ubicados en esta tabla. En caso de que el club perdedor de la Gran Final también ocupara el primer puesto en esta tabla, el repechaje por el segundo ascenso se cancelaría y este club ascendería directamente.
| Pos. | Equipo               | Pts. | PJ | G  | E  | P  | GF | GC | Dif. | Clasificación a                                    |
| ---- | -------------------- | ---- | -- | -- | -- | -- | -- | -- | ---- | -------------------------------------------------- |
| 1    | Llaneros             | 91   | 50 | 26 | 13 | 11 | 82 | 46 | +36  | Ascendido a la Categoría Primera A 2025.           |
| 2    | Unión Magdalena      | 89   | 48 | 25 | 14 | 9  | 71 | 40 | +31  | Campeón y ascendido a la Categoría Primera A 2025. |
| 3    | Real Cartagena       | 83   | 44 | 25 | 8  | 11 | 61 | 34 | +27  |                                                    |
| 4    | Atlético Huila       | 80   | 44 | 25 | 5  | 14 | 55 | 34 | +21  |                                                    |
| 5    | Orsomarso            | 71   | 46 | 20 | 11 | 15 | 49 | 42 | +7   |                                                    |
| 6    | Cúcuta Deportivo     | 70   | 44 | 20 | 10 | 14 | 60 | 46 | +14  |                                                    |
| 7    | Deportes Quindío     | 55   | 44 | 14 | 13 | 17 | 50 | 55 | −5   |                                                    |
| 8    | Real Cundinamarca    | 52   | 38 | 14 | 10 | 14 | 48 | 45 | +3   |                                                    |
| 9    | Tigres F. C.         | 45   | 38 | 12 | 9  | 17 | 37 | 48 | −11  |                                                    |
| 10   | Internacional        | 44   | 32 | 12 | 8  | 12 | 33 | 32 | +1   |                                                    |
| 11   | Barranquilla F. C.   | 40   | 32 | 10 | 10 | 12 | 38 | 38 | 0    |                                                    |
| 12   | Boca Juniors de Cali | 39   | 32 | 11 | 6  | 15 | 32 | 38 | −6   |                                                    |
| 13   | Leones               | 32   | 32 | 6  | 14 | 12 | 39 | 49 | −10  |                                                    |
| 14   | Bogotá F. C.         | 29   | 32 | 7  | 8  | 17 | 39 | 61 | −22  |                                                    |
| 15   | Atlético F. C.       | 18   | 32 | 4  | 6  | 22 | 18 | 58 | −40  |                                                    |
| 16   | Real Santander       | 18   | 32 | 5  | 3  | 24 | 23 | 69 | −46  |                                                    |

 Fuente: Dimayor

## Repechaje por el segundo ascenso
El repechaje se programó como una serie de partidos de ida y vuelta entre el perdedor de la gran final y el mejor de la reclasificación del año, con el ganador obteniendo el derecho al segundo ascenso. Sin embargo, dado que el perdedor de la gran final (Llaneros) fue al mismo tiempo el mejor equipo de la reclasificación, este ascendió a la Primera A automáticamente y la serie no se jugó.

## Estadísticas

### Goleadores

#### Torneo Apertura
| Jugador          | Equipos           | Goles |
| ---------------- | ----------------- | ----- |
| Juan Salcedo     | Orsomarso         | 10    |
| Andrés Carreño   | Unión Magdalena   | 9     |
| Lucas Farías     | Atlético Huila    | 9     |
| Alexis Serna     | Deportes Quindío  | 9     |
| Jonathan Agudelo | Cúcuta Deportivo  | 8     |
| Miguel Murillo   | Real Cartagena    | 7     |
| Julián Angulo    | Cúcuta Deportivo  | 6     |
| Jhon Cabal       | Real Cundinamarca | 6     |
| Robert Lara      | Tigres F. C.      | 6     |
| Arney Rocha      | Real Cundinamarca | 6     |

Fuente: Dimayor

#### Torneo Finalización
| Jugador             | Equipos              | Goles |
| ------------------- | -------------------- | ----- |
| Néider Ospina       | Llaneros             | 14    |
| Lucas Farías        | Atlético Huila       | 13    |
| Jannenson Sarmiento | Unión Magdalena      | 13    |
| Cristian Vergara    | Bogotá F. C.         | 13    |
| Arney Rocha         | Real Cundinamarca    | 11    |
| José Andrade        | Boca Juniors de Cali | 10    |
| Juan Salcedo        | Real Cartagena       | 10    |
| Jhon Cabal          | Real Cundinamarca    | 9     |
| Andrés Carreño      | Unión Magdalena      | 9     |
| Miguel Murillo      | Real Cartagena       | 9     |

Fuente: Dimayor